# Фотофобија
Фотофобија је преосетљиво реаговање на светлост које се испољава у тежњи да се избегне чак и нормална природна светлост што често спутава личне и социјалне активности особе.